# Reel Music
Albums de The Beatles
The Beatles Box
(1980) 20 Greatest Hits
(1982)
Albums américains
Rarities
(1980) 20 Greatest Hits
(1982)
Reel Music est une compilation, créée en 1982 par le label américain Capitol Records, qui regroupe, sur un 33 tours, certaines chansons tirées des films du groupe rock britannique The Beatles.

## Historique
En 1976, Capitol Records hérite le droit de rééditer à sa façon le catalogue des Beatles. Ces droits ayant été perdus par Apple Records, des albums comme Rock 'n' Roll Music et Love Songs sont produits par le label américain. En 1982, Reel Music est la dernière de ces compilations thématique. À partir de 1989, Apple reprend le contrôle de la publication des chansons des Fab Four.

## Parution
En 1982, pour accompagner la ressortie du film A Hard Day's Night en stéréo Dolby sur les écrans de cinéma, Capitol prend l'occasion de publier cet album compilation sur lequel on retrouve, dans l'ordre, quatre chansons de ce film, trois de Help!, deux du téléfilm Magical Mystery Tour, deux autres du film d'animation Yellow Submarine et trois morceaux entendus dans le documentaire Let It Be.
Sur la pochette, créée et conceptualisée par David McMacken et manufacturée par la compagnie Garrod & Lofthouse ltd (en) qui a produit presque toutes des pochettes du groupe,,, on voit plusieurs fois les membres des Beatles, portant des vêtements ou costumes de chacun des films, devant la marquise du cinéma « Capitol » qui annonce la projection des cinq films. Le 33 tours, qui orne l'image d'une bobine de film sur son étiquette, est glissé, pour la version originale américaine, dans une pochette intérieure sur laquelle est imprimée au recto plusieurs photos individuelles des membres du groupe insérées dans des cadres à la manière d'une pellicule de film, certaines inédites ou tirées de leurs disques et au verso, la promotion des albums du catalogue de Capitol. On inclut un livret de douze pages avec, en page titre, un dessin des membres du groupe dans le foyer du cinéma, suivant le même concept que la couverture, et au dos, des affiches publicitaires de chacun des films. Le livret contient un synopsis des scénarios et un historique de leur carrière accompagné d'une quinzaine de photos par section. Une édition promotionnelle en vinyle jaune, à tirage limité et numérotée, a aussi été offerte aux stations de radio,. 
Ce disque, qui n'a pas connu le succès escompté, a tout de même atteint la 19e position du Billboard et s'est mérité un disque d'or du RIAA. Il a cependant été retiré du catalogue de Capitol le 29 février 1984.
C'est sur ce disque qu'on entend, pour la première et seule fois, la chanson I Should Have Known Better en version stéréo sans l'erreur d'harmonica présente sur la trame sonore stéréo originale du film A Hard Day's Night (et dans la compilation Hey Jude publiée en 1970). À bout de souffle, John Lennon n'arrive pas à jouer l'introduction à la perfection. Sur la version mono, les ingénieurs de son l'ont édité pour retirer la différence mais ne l'avait pas fait pour la version stéréo.
Les véritables versions stéréo des chansons A Hard Day's Night et Ticket to Ride et la version stéréo britannique de la chanson I Am the Walrus sont incluses ici pour la première fois aux États-Unis.

### Liste des chansons
Toutes les chansons sont composées par John Lennon et Paul McCartney.
| 1. | A Hard Day's Night                | A Hard Day's Night | 2:28 |
| 2. | I Should Have Known Better        | A Hard Day's Night | 2:42 |
| 3. | Can't Buy Me Love                 | A Hard Day's Night | 2:10 |
| 4. | And I Love Her                    | A Hard Day's Night | 2:27 |
| 5. | Help!                             | Help!              | 2:17 |
| 6. | You've Got to Hide Your Love Away | Help!              | 2:08 |
| 7. | Ticket to Ride                    | Help!              | 3:06 |

| 8.  | Magical Mystery Tour          | Magical Mystery Tour | 2:48 |
| 9.  | I Am the Walrus               | Magical Mystery Tour | 4:35 |
| 10. | Yellow Submarine              | Yellow Submarine     | 2:37 |
| 11. | All You Need Is Love          | Yellow Submarine     | 3:46 |
| 12. | Let It Be (version du single) | Let It Be            | 4:01 |
| 13. | Get Back (version du single)  | Let It Be            | 3:09 |
| 14. | The Long and Winding Road     | Let It Be            | 3:36 |

## The Beatles Movie Medley
Singles de The Beatles
Sgt. Pepper's Lonely Hearts Club Band - With a Little Help from My Friends / A Day in the Life
(1978) Free as a Bird / Christmas Time (Is Here Again)
(1995)
La sortie de cet album était accompagnée du single The Beatles Movie Medley / I'm Happy Just to Dance with You qui possédait une pochette avec la même image frontispice. 
La face A est un montage de plusieurs chansons figurant sur cet album effectué par John Palladino (en), un producteur de Capitol. On y entend des extraits des chansons Magical Mystery Tour, All You Need Is Love, You've Got to Hide Your Love Away, I Should Have Known Better, A Hard Day's Night, Ticket to Ride et Get Back. Ultimement, The Beatles Movie Medley, même s'il a atteint la 12e position du palmarès Billboard et le top 10 en Angleterre, n'est pas considéré faisant partie du catalogue des Beatles et ce montage malhabile n'a jamais été réédité en CD. Il a tout de même été inclus dans le boîtier de la réédition des 45 tours publié en 1982. Un vidéoclip a aussi été produit mais qui ne sera effectivement pas inclus dans la compilation 1+.
Capitol Record a produit ce montage après que le single Stars on 45 Medley (en), où des musiciens studio néerlandais imitant le son des Beatles, ait connu un grand succès. La version 45 tours de ce montage de musique disco, produit par Willem van Kooten et publié en juin 1981, débutait avec l'intro original Stars on 45 (dans laquelle les titres We Can Work It Out, Twist and Shout, Tell Me Why et No Reply étaient mentionnées,) suivie d'un extrait de la chanson Venus des Shocking Blue et de Sugar, Sugar des Archies. On entendait ensuite un pot-pourri de huit chansons des Beatles (No Reply, I'll Be Back, Drive My Car, Do You Want to Know a Secret, We Can Work It Out, I Should Have Known Better, Nowhere Man et You're Going to Lose That Girl),, le tout mené par un rythme disco de batterie et de claquements de mains. Cet enregistrement est une édition légitime calquée sur un montage, créé à Montréal en 1979 par les disc jockey Michel Gendreau et Paul Richer, à partir d'une démo de Michel Ali, et utilisant illégalement les enregistrements originaux. Ce disque disco, portant le nom Let's Do It In The 80's Great Hits et crédité au groupe fictif Passion,, était disponible sur le marché gris,.
La première version du single Beatles Movie Medley avait comme face B The Fab Four on Film (The Beatles talk about A Hard Day's Night - 1964). Originellement produite afin de promouvoir la sortie du film, cette interview faite avec le groupe, sans John Lennon, où les questions n'étaient pas entendues, pouvait être utilisée par les stations locales pour simuler une discussion avec leur propre animateur. Pour les besoins de ce 45 tours, l'enregistrement est réédité pour en faire un montage sans interruption de six minutes et trente secondes qui a été distribué aux stations de radio pour éventuellement se retrouver en magasin. Mais, à la suite d'une contestation d'acquisition des droits, une seconde version du disque sera finalement publiée avec, à la place, la chanson I'm Happy Just to Dance with You (1:54), tirée de la trame sonore originale de ce film. À l'instar de l'étiquette du 33 tours, on y retrouve toujours l'image d'une bobine de film.